# Касімова Фідан Екрем-кизи
Фідан Екрем-кизи Касімова (азерб. Fidan Əkrəm qızı Qasımova; нар. 17 червня 1947, Баку, СРСР) — радянська та азербайджанська оперна співачка (сопрано). Народна артистка СРСР (1988).
Закінчила у 1971 році Бакинську музичну академію.
| Гітара | Це незавершена стаття про співачку. Ви можете допомогти проєкту, виправивши або дописавши її. |